# Дженні Бірн
Дженні Бірн (англ. Jenny Byrne; нар. 25 лютого 1967) — колишня австралійська тенісистка.
Найвищу одиночну позицію світового рейтингу — 45 місце досягла 22 травня 1989, парну — 27 місце — 24 жовтня 1988 року.
Здобула 4 одиночні та 2 парні титули.
Найвищим досягненням на турнірах Великого шолома був фінал в змішаному парному розряді.

## Фінали турнірів Великого шлему

### Мікст: 1 (поразка)
| Результат | Ранг | Дата | Турнір                       | Покриття | Партнерка      | Суперниці            | Рахунок       |
| Поразка   | 1.   | 1989 | Вімблдонський турнір, Англія | Трава    | Марк Кратцманн | Яна Новотна Джим П'ю | 4–6, 7–5, 4–6 |

## Фінали турнірів WTA

### Одиночний розряд: 2 (2 поразки)
| Легенда      |   |
| Великий шлем | 0 |
| Tier I       | 0 |
| Tier II      | 0 |
| Tier III     | 0 |
| Tier IV & V  | 0 |

| Результат | Ранг | Дата            | Турнір                    | Покриття | Суперниця             | Рахунок  |
| Поразка   | 1.   | 12 березня 1989 | Мастерс Індіан-Веллс, США | Тверде   | Мануела Малеєва       | 4–6, 1–6 |
| Поразка   | 2.   | 14 червня 1992  | Бірмінгем, Англія         | Трава    | Бренда Шульц-Маккарті | 2–6, 2–6 |

### Парний розряд: 9 (2–7)
| Легенда      |   |
| Великий шлем | 0 |
| Tier I       | 0 |
| Tier II      | 0 |
| Tier III     | 0 |
| Tier IV & V  | 0 |

| Титули за покриттям |   |
| Тверде              | 0 |
| Ґрунт               | 0 |
| Трава               | 0 |
| Килим               | 0 |

| Результат | Ранг | Дата           | Турнір                                | Покриття   | Партнерка           | Суперниці                       | Рахунок           |
| Поразка   | 1.   | 25 травня 1986 | Лугано, Швейцарія                     | Ґрунт      | Дженін Томпсон      | Еліз Берджін Бетсі Нагелсен     | 2–6, 3–6          |
| Поразка   | 2.   | 5 січня        | Сідней, Австралія                     | Ґрунт      | Дженін Томпсон      | Бетсі Нагелсен Елізабет Смайлі  | 7–6, 5–7, 1–6     |
| Перемога  | 1.   | 26 жовтня 1987 | Індіанаполіс, США                     | Тверде (i) | Мішелл Джаггерд-Лай | Беверлі Бовіс Ху На             | 6–2, 6–3          |
| Поразка   | 3.   | 2 травня 1988  | Мастерс Рим, Італія                   | Ґрунт      | Дженін Томпсон      | Яна Новотна Катрін Сюїр         | 3–6, 6–4, 5–7     |
| Поразка   | 4.   | 16 травня 1988 | Internationaux de Strasbourg, Франція | Ґрунт      | Дженін Томпсон      | Ніколь Брадтке Манон Боллеграф  | 5–7, 7–6(11), 3–6 |
| Перемога  | 2.   | 23 жовтня 1988 | Нашвілл, США                          | Тверде     | Дженін Томпсон      | Еліз Берджін Розалін Феербенк   | 7–5, 6–7, 6–4     |
| Поразка   | 5.   | 9 січня 1994   | Брисбен, Австралія                    | Тверде     | Рейчел Макквіллан   | Лаура Голарса Наталія Медведєва | 3–6, 1–6          |
| Поразка   | 6.   | 15 січня 1994  | Гобарт, Австралія                     | Тверде     | Рейчел Макквіллан   | Лінда Вілд Чанда Рубін          | 5–7, 6–4, 6–7     |
| Поразка   | 7.   | 6 лютого 1994  | Окленд (Нова Зеландія), Нова Зеландія | Тверде     | Джулі Річардсон     | Патрісія Гай-Буле Мерседес Пас  | 4–6, 6–7          |

## Фінали ITF
| турніри $25,000 |
| турніри $10,000 |

### Одиночний розряд (4–1)
| Результат | Ранг | Дата              | Місце                      | Покриття | Суперниця       | Рахунок       |
| --------- | ---- | ----------------- | -------------------------- | -------- | --------------- | ------------- |
| Перемога  | 1.   | 14 жовтня 1984    | Вайонг, Австралія          | Трава    | Мішелл Парун    | 6–2, 6–2      |
| Перемога  | 2.   | 25 серпня 1991    | Таракан (місто), Індонезія | Тверде   | Таня Соемарно   | 6–0, 6–2      |
| Поразка   | 1.   | 10 листопада 1991 | Порт-Пірі, Австралія       | Тверде   | Луїс Філд       | 4–6, 4–6      |
| Перемога  | 3.   | 17 листопада 1991 | Бендіго, Австралія         | Тверде   | Крістін Годрідж | 0–6, 6–4, 6–4 |
| Перемога  | 4.   | 8 грудня 1991     | Перт, Австралія            | Тверде   | Кейт Макдоналд  | 6–2, 6–4      |

### Парний розряд (3–1)
| Результат | Ранг | Дата           | Місце                                      | Покриття | Partnering      | Суперниці                         | Рахунок       |
| --------- | ---- | -------------- | ------------------------------------------ | -------- | --------------- | --------------------------------- | ------------- |
| Поразка   | 1.   | 21 жовтня 1983 | Голд-Кост                                  | Тверде   | Аманда Тобін    | Неріда Грегорі Бернадетте Рендалл | 6–7, 6–7      |
| Перемога  | 1.   | 31 жовтня 1983 | Тамворт (Новий Південний Уельс), Австралія | Тверде   | Аманда Тобін    | Деббі Міллс Кріс Ньютон           | 5–7, 6–2, 7–5 |
| Перемога  | 2.   | 7 жовтня 1991  | Мацуяма, Японія                            | Тверде   | Паулетте Морено | Дженніфер Сарет Ї Цзін-Цянь       | 1–6, 6–4, 6–4 |
| Перемога  | 3.   | 4 грудня 1995  | Порт-Пірі, Австралія                       | Тверде   | Кетрін Берклей  | Марезе Жубер Джоанн Ліммер        | 6–1, 6–3      |